# Starostowie kłeccy

Herb Dryja, którym pieczętował się starosta kłecki w XV w.

Herb Nałęcz, którym pieczętowali się starostowie kłeccy z rodu Czarnkowskich od XV-XVII w.

Herb Rola, którym pieczętowali się starostowie kłeccy z rodu Niemojewskich w II poł. XVII w.

Herb Wczele, którym pieczętowali się starostwie kłeccy z rodu Grabskich pod koniec XVII w.

Herb Leliwa, którym pieczętowali się starostwie kłeccy na przełomie XVII i XVIII w.

Herb Leszczyc, którym pieczętowali się ostatni starostowie kłeccy z rodu Mierosławskich w XVIII w.

Starostowie niegrodowi kłeccy w I Rzeczypospolitej.
| 1403- po 1413    | Janusz z Tuliszkowa h. Dryja                           |
| 1475–1500        | Sędziwój Czarnkowski h. Nałęcz                         |
| 1515-            | Maciej Czarnkowski (1488-1542)                         |
| 1520-            | Piotr Czarnkowski                                      |
| 1527-            | Sędziwój Czarnkowski II (zm. 1532/34)                  |
| 1532- do 1561    | Jan, Stanisław, Wojciech i Zygmunt Czarnkowscy         |
| 1561-przed 1573  | Piotr i Stanisław Czarnkowscy                          |
| 1586- przed 1597 | Sędziwój Czarnkowski III (zm. po 1611)                 |
| 1597-            | Jan Sędziwój Czarnkowski II (zm. 1641)                 |
| 1618             | Władysław Czarnkowski (1603–1623)                      |
| 1656             | Łukasz Niemojewski herbu Rola II (1595-1675)           |
| 1658             | Jan Niemojewski (starosta) (zm. 1660)                  |
| 1662- przed 1685 | Stanisław Grabski h. Wczele (1633-1693)                |
| 1685- przed 1692 | Maciej Grabski (starosta) (zm. 1694)                   |
| 1692-            | Piotr Aleksander Hutten-Czapski h. Leliwa (1670-1717)  |
| 1722-            | Jan Ansgary Hutten-Czapski (1699-1742)                 |
| 1739-            | Aleksander Mierosławski h. Leszczyc I (ok. 1700 -1757) |
| 1754–1793        | Antoni Mierosławski                                    |

Starostwo kłeckie (districtus) pierwszy raz w dokumentach pojawia się w 1312 r. W 1316 r. miasto Kłecko posiadało również swojego komesa, Albrechta z Kłecka, któremu Anastazja, księżna dobrzyńska, nadała dwie wsie. W 1413 r. urząd burgrabiego pełnił Mikołaj z Kłecka, który wcześniej zastępował Janusza z Tuliszkowa wypełniając jego obowiązki w mieście i okolicy. W tym samym roku starosta kłecki, rycerz Janusz z Tuliszkowa reprezentował mieszczan kłeckich zanosząc skargę na plebana kłeckiego Bogutę przed kapitułę arcybiskupa gnieźnieńskiego Mikołaja Trąby.
W 1475 r. starostą kłeckim był Sędziwój z Czarnkowa h. Nałęcz (ok. 1425 †1500) kasztelan santocki 1466 r., gnieźnieński 1487 r., wojewoda kaliski 1494 r., poznański ok. 1497 r. Sędziwój Czarnkowski mieszkał w Kłecku, na dokumencie z kancelarii królewskiej z roku 1485 widnieje jako tenutarium in Cleczko, et oppidanos de ibidem.
W 1515 r. starostą kłeckim był Maciej Czarnkowski (ok. 1488 †1542) syn Sędziwoja, kasztelan bydgoski od 1532 r., jego żoną od 1507 r. była Katarzyna Opalińska. Od co najmniej 1520 r. starostą kłeckim i kcyńskim był Piotr Czarnkowski syn Macieja, kasztelan kaliski 1550 r., poznański 1552 r., m.in. ufundował drewniany kościół w Łopiennie. Czarnkowscy piastowali starostwo do XVII wieku.
Spośród wszystkich starostów kłeckich największą sławę na polach bitewnych zdobył Stanisław z Grabu Grabski h. Wczele (1633-1693), marszałek Trybunału Koronnego, którego łacińskie epitafium znajduje się w kaplicy Matki Boskiej w Farze-Kolegiacie św. Marii Magdaleny przy ul. Gołębiej w Poznaniu.
Ostatnimi starostami kłeckimi byli przedstawiciele rodu Mierosławskich. Antoni Mierosławski (ok 1743 †po 1798), starosta kłecki, z drugiego małżeństwa miał syna Adama Kaspera Mierosławskiego (1785 †1837), pułkownika powstania listopadowego, podpułkownika wojsk napoleońskich, oficera wojska Księstwa Warszawskiego, adiutanta gen. Davutona, kawalera orderu Virtuti Militari, kawalera krzyża Legii Honorowej.